# Lile
Lile is een geslacht van straalvinnige vissen uit de familie van haringen (Clupeidae).

## Soorten
- Lile gracilis Castro-Aguirre & Vivero, 1990
- Lile nigrofasciata Castro-Aguirre, Ruiz-Campos & Balart, 2002
- Lile piquitinga (Schreiner & Miranda Ribeiro, 1903)
- Lile stolifera (Jordan & Gilbert, 1882)